# 新幹線情報管理システム
新幹線情報管理システム（しんかんせんじょうほうかんりシステム、通称SMIS（スミス）Shinkansen Management Information System）とは、現在東海旅客鉄道（JR東海）と西日本旅客鉄道（JR西日本）が共同で東海道新幹線・山陽新幹線と博多南線で運用している新幹線運行管理システム (COMTRAC)の一部で、設備管理を行うシステム。

## 概要
車両、線路、電力、信号設備などの管理と、新幹線を運営していく上で必要な様々な業務を一つのシステムに統合したもので、必要な情報を、必要な時期に、必要な形に加工して提供することができる。